# Leith Brodie
Leith Brodie (16 de julho de 1986) é um nadador australiano que conquistou duas medalhas de bronze nos Jogos Olímpicos de Pequim de 2008, nos revezamentos 4x100 e 4x200 metros livre. Ele não nadou em nenhuma das duas finais, mas ganhou a medalha por ter disputado as eliminatórias de ambas.